# Moustache
„Moustache“ (на български: Мустаци) е песен на френското трио „Туин Туин“, избрана да представи Франция на „Евровизия 2014“. Печели националната селекция на 2 март 2014 година.
Лирическият герой в песента е човек, който е много богат и успешен, но жадува да има мустаци. Макар и считана за шеговита, тя разкрива тенденцията у човешкия вид да желае още неща, колкото и да има.

## Плагиатство
Триото е обвинено в плагиатство, тъй като мелодията напомня „Papaoutai” на белгийския певец Стромае. В същото време според някои слушатели припевът на песента е вдъхновен от „Dur Dur D'être Bébé!” на Жорди.
| „                                       | Имаме свой собствен стил, смесица от електро, хип-хоп и рок. Приликата с песента на Стромае е очевидна заради интродукцията [на песента], но имайте предвид, че песента е написана години преди излизането на албума му. Следователно няма проблеми. Тази интродукция е типична за електро песни. Ние сме по-скоро поласкани от сравнението със Стромае, защото той е велик изпълнител, но думата „плагиатство“ не е уместна. | “ |
| Туин Туин в интервю пред Purecharts.com | |   |